# Banfora

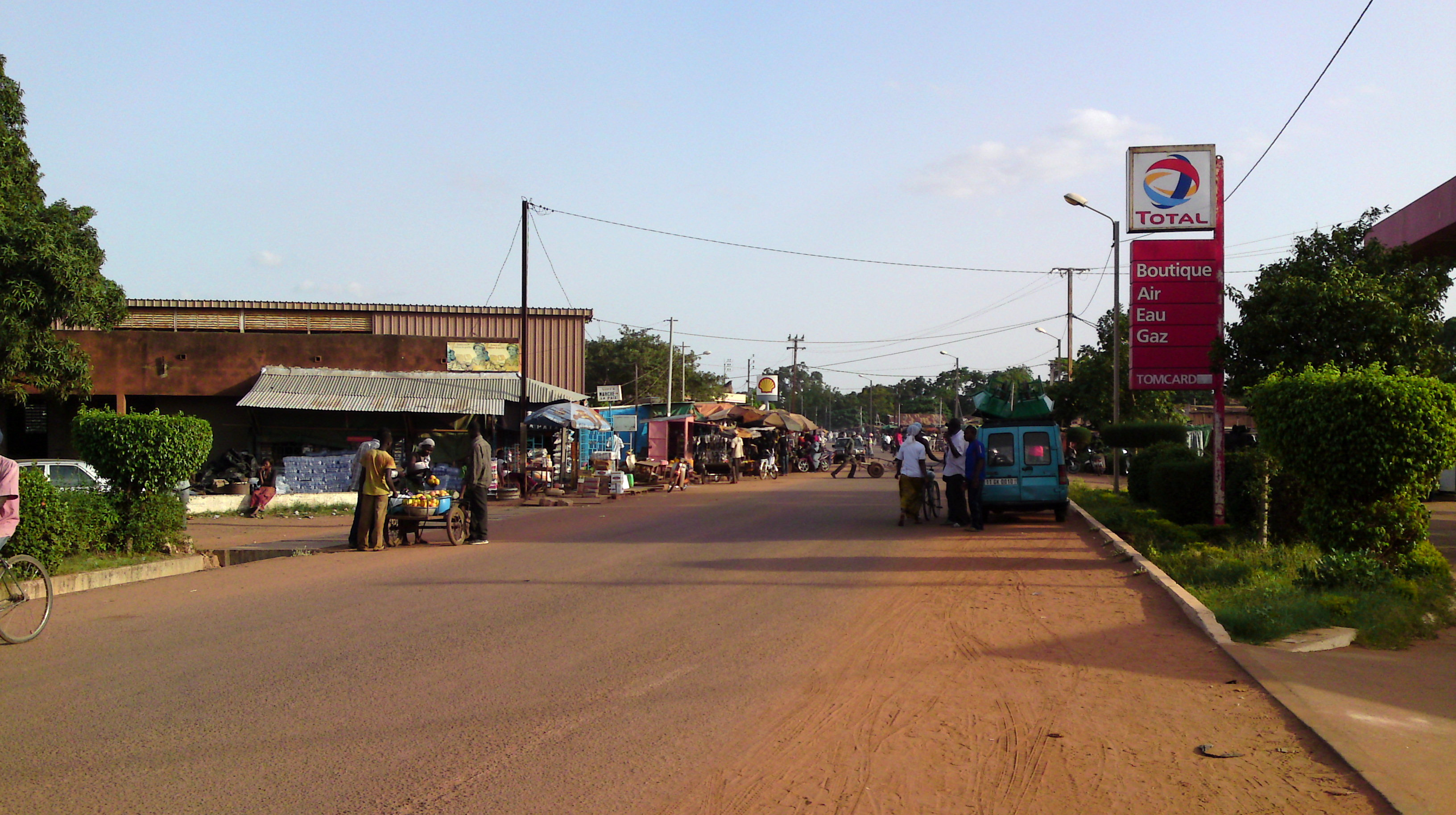
Rue de Banfora

Banfora est une ville du sud-ouest du Burkina Faso fondée en 1903. Elle est la capitale de la région des Cascades et de la Province de la Comoé (Pays du Paysan Noir) et chef-lieu du département du même nom. Ville-carrefour, elle s'est développée grâce à l'industrie de la canne à sucre et d'autres activités, et, aussi à l'apparition de l'exploitation de la mangue.

## Géographique
La commune de Banfora se trouve au sud-ouest du Burkina Faso sur la route nationale 7 à 85 km de Bobo-Dioulasso et à environ 450 km de Ouagadougou. Elle est également desservie par la ligne de chemin de fer qui relie Abidjan (Côte d'Ivoire) à Ouagadougou (capitale du Burkina Faso). Banfora est située à une cinquantaine de kilomètres de la frontière ivoirienne, c'est la dernière étape pour les voyageurs avant de gagner la Côte d'Ivoire. Elle est également proche de la frontière avec le Mali. Du fait de sa situation géographique, Banfora est une ville carrefour à l’intersection des routes menant à Sikasso (Mali), à Korhogo (Côte d’Ivoire) et Bobo-Dioulasso(Burkina). La commune urbaine de Banfora est située à l’extrême sud-ouest du Burkina Faso et est comprise entre 9°25 et 10°37 latitude nord et 3°50 et 4°56 longitude ouest. Elle est située à une altitude de 270 m et est accessible par la route nationale 7 et la voie ferrée Abidjan-Niger. Elle est située à 450 km de Ouagadougou, la capitale, et à 85 km de Bobo-Dioulasso, la capitale économique. La commune s’étend sur une superficie d’environ 935 km2.
En décembre 1999, la législation a encore changé la physionomie de l’espace communal. La loi 030/99 du 15 décembre 1999, portant fixation des limites territoriales des communes urbaines au Burkina Faso, a ainsi défini les limites du territoire communal de Banfora: de l’intersection des routes de Banfora-Sindou, Banfora Bobo-Dioulasso et Banfora-Niangoloko, retenue comme point central, la commune est délimitée :
- au Nord : sur la route des Cascades au km 6, puis au km 15 sur l’ancienne route allant au complexe sucrier en passant par Nafona II ;
- au Sud : au km 5 sur la route Banfora – Mangodara ; au km 5 sur la route Banfora-Niangoloko (route nationale 7) ;
- à l’Est : au km 17,5 sur la route Banfora–Bobo-Dioulasso (route nationale 7) au km 6 sur la route Banfora – Sidéradougou (route nationale 11) ;
- à l’Ouest : au km 3,5 sur la route Banfora- Sindou (route régionale no 28).

Ces délimitations correspondent aujourd'hui à la partie urbaine de la commune. Conformément à l'article 21 de la loi no 055-2004/AN portant Code Général des Collectivités Territoriales, ont été étendus les ressorts territoriaux des communes urbaines à ceux des départements dans lesquels elles sont situées. Ce nouveau découpage du territoire communal a augmenté le capital spatial urbain en intégrant un vaste arrière-pays rural 6 fois supérieur à celui de la zone urbaine définie par la loi 030/99, ce qui a porté la superficie de la commune de Banfora à 935 km2 (cf. PPDT du PPDEL). Divisée en quinze secteurs et vingt-deux villages (1 / Bodadiougou 2/ Bombora 3/ Diarabakoko 4/ Dionouna 5/ Diongolo 6/ Karfiguéla 7/ Kitobama 8/ Korogora 9/ Lémouroudougou 10/ Marébama 11/ Nékanklou 12/ Niankar13/ Niarebama 4/ Siniéna15/ Sitiéna16/ Tangora 17/ Tengrela 18/ Tiempagora19/ Tiékouna 20/ Tionouna 21/ Toumousséni 22/ Tiontionmana.)
Le paysage communal se présente désormais sous la forme d’une zone urbaine dessinée par les opérations de lotissement et d’une zone rurale, composée des secteurs 9, 10,11, 12, 13 et 14 et des 22 villages rattachés, tout indiqué pour la pratique d’activités agricoles urbaines et périurbaines. 

## Histoire
Selon la tradition, le nom de Banfora viendrait de Gouafo, le fondateur. Ce mot signifie aussi : « la clairière. »
Les premiers occupants furent les Karaboro puis les Gouins et les Turkas. Tous sont venues du sud du pays.
Important carrefour, la région a connu de nombreuses invasions jusqu’à la colonisation française ce qui en fait une commune cosmopolite.
- 1903 : création du poste militaire de Banfora
- 1904 : création du poste administratif de Banfora
- 1905 : création de la route Banfora – Bobo
- 1931 : arrivée de la voie ferrée Abidjan – Niger et opérationnelle en 1933
- 1944 : le dimanche fut consacré, jour du marché de Banfora
- 1951 : décret du 4 mai portant création du cercle de Banfora
- 1959 : arrêté no 264 du 24 mai portant création de la commune de Banfora.
- 1960 : décret no 60-249 du 19 juin 1960 portant érection en commune de plein exercice. Le premier maire fut Bégnon Kone.
- 2020 : construction de la Place de la Nation
- 2021: construction de la salle polyvalente de Banfora

## Administration
La mairie de Banfora, au regard de son organigramme, comprend plusieurs services repartis entre dix directions sous la coordination du secrétaire général. L'actuel SG, s'appelle Tou Sagnaba Abdramane, Administrateur Civil. Le conseil municipal dissous à la faveur de l’insurrection populaire des 30 et 31 octobre 2014, vient d'être élu le 22 mai 2016. Ce sont quatre vingt (80) conseillers qui le composeront. En attendant que le conseil soit convoqué pour mettre en place ses instances, la commune de Banfora est dirigée par une délégation spéciale communale présidée par Madame ADENYO/SERME Bernadette, Administrateur Civil.

## Économie

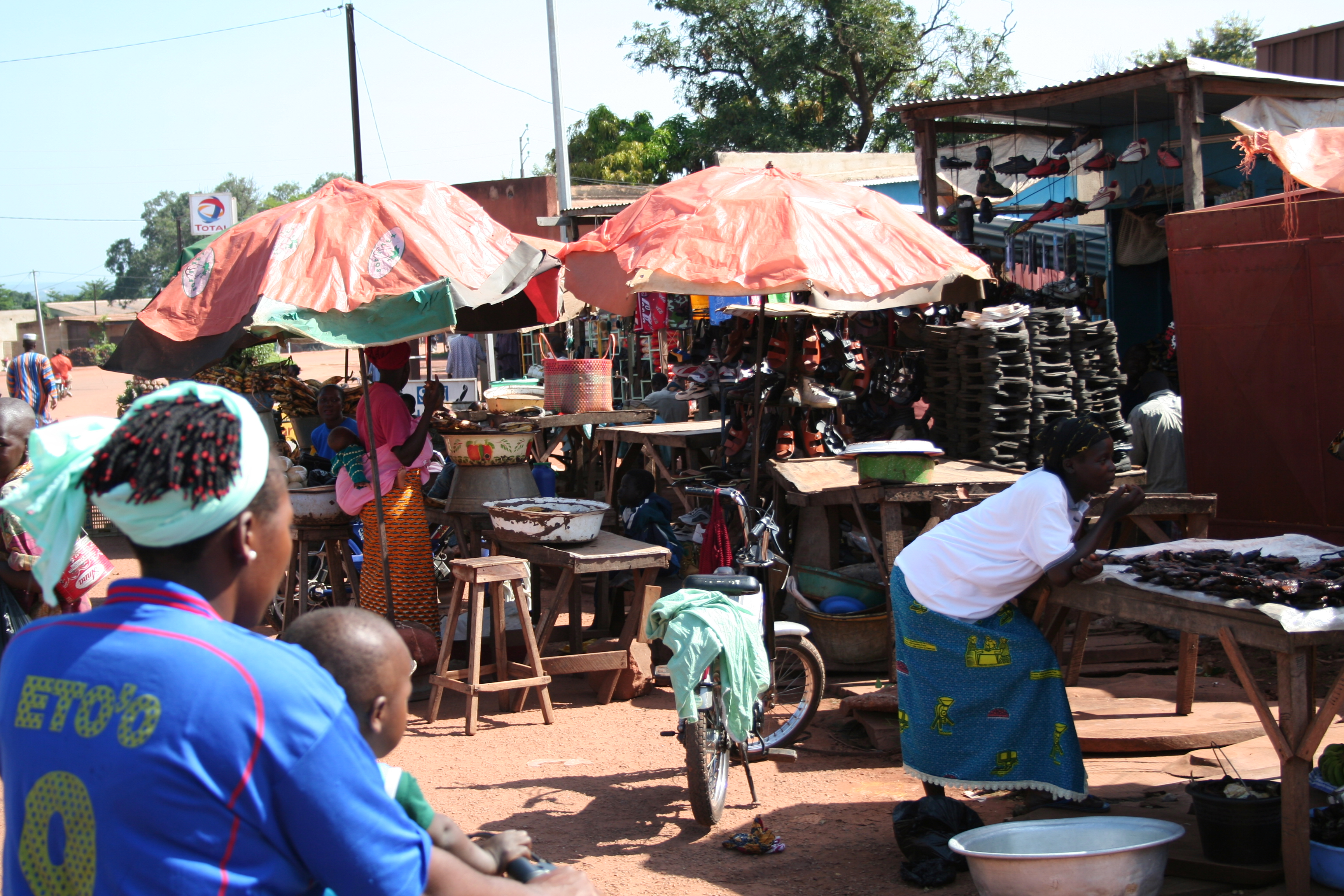
Marché de Banfora (2006).

En plus des activités commerciales exercées essentiellement dans les anciens et nouveaux marchés, Banfora abrite également des unités industrielles et des centres commerciaux y compris l'agriculture et l'élevage.

## Santé
La ville bénéficie des prestations du centre hospitalier régional (CHR), de la protection Maternelle Infantile, de dispensaires de secteurs et d’un bloc opératoire. Le CHR est situé dans le secteur N°7 de la ville juste en face de la pharmacie CHARCLAME

## Éducation

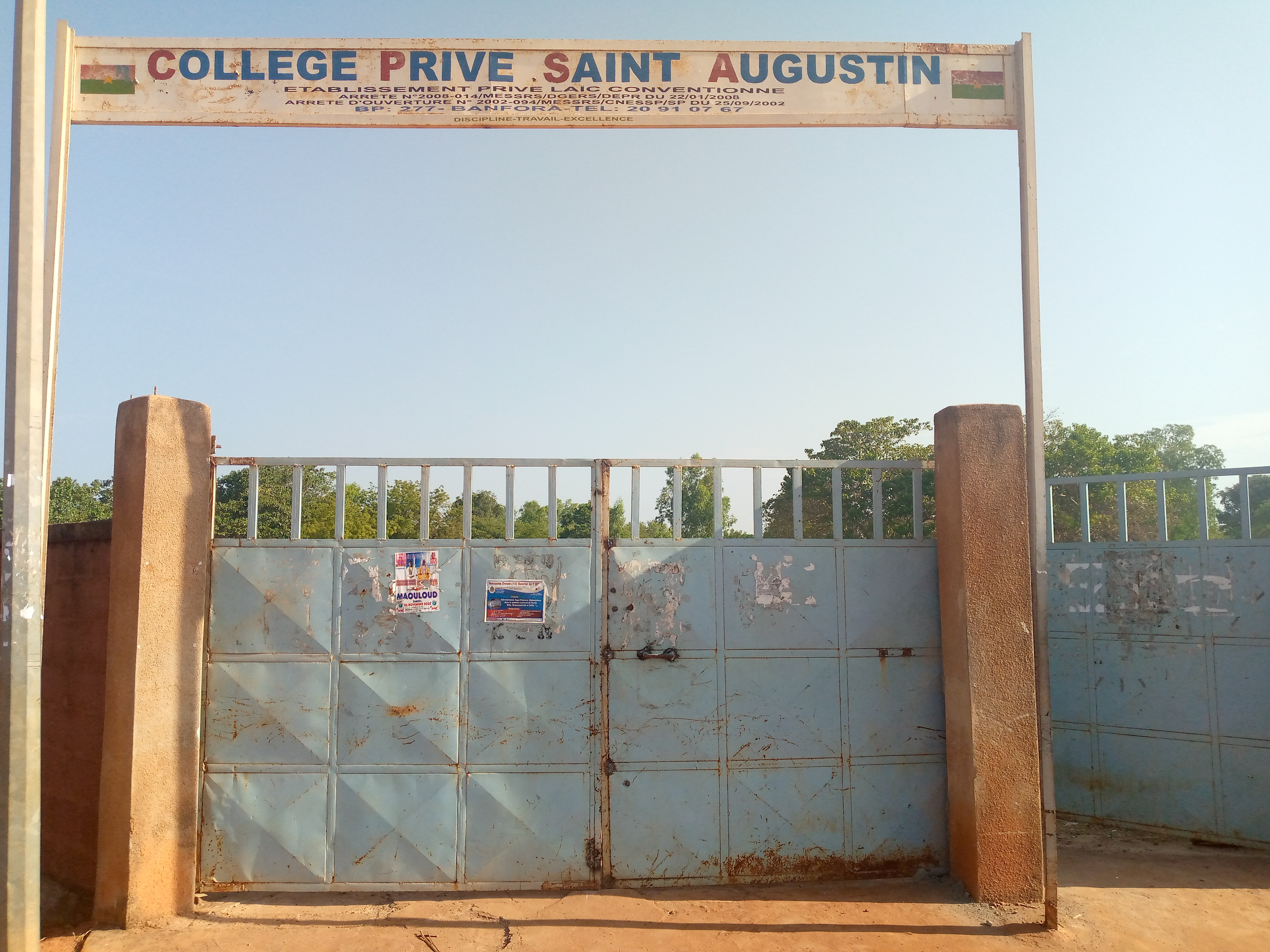
Collège privée Saint Augustin de Banfora

La commune de Banfora compte dix-neuf écoles primaires, trois lycées (deux municipaux et un provincial) et un collège d’enseignement technique (CET), dix huit lycées privés, une école de formation des enseignants privée et trois écoles de formation supérieure, deux écoles de santé, et une université publique.

## Culture
Il existe une Maison des Jeunes et de la Culture qui abrite en son sein la bibliothèque communale. La commune dispose d’un orchestre moderne pour la jeunesse.Elle a bâti depuis 2020, une salle de spectacle nommée "Salle polyvalente de Banfora" où s'organise des concerts et conférences publiques.
Depuis 2004, se tient en janvier, le festival des arts, rites et musiques du paysan noir (FESTRIM).

## Sport
Au niveau du Sport, un stade municipal est en reconstruction depuis 5 ans, en vue de promouvoir le sport dans la commune. L'équipe de la ville est ISCO. Banfora a également des terrains d’entraînement sportif pour les jeunes comme le terrain de la police municipale où on trouve du football, du handball, du basketball et du karaté. Le stade est situé sur la voie de Bobo-Dioulasso non loin du collège privé saint Augustin.

### Loisirs
Outre, les deux salles de cinéma (Nérigaba et Paysan Noir), Banfora et sa région offrent des curiosités touristiques comme les pics de Sindou, la cascade de Karfiguéla, les dômes de Fabédougou ou encore le lac de Tingrela et ses fameux hippopotames.

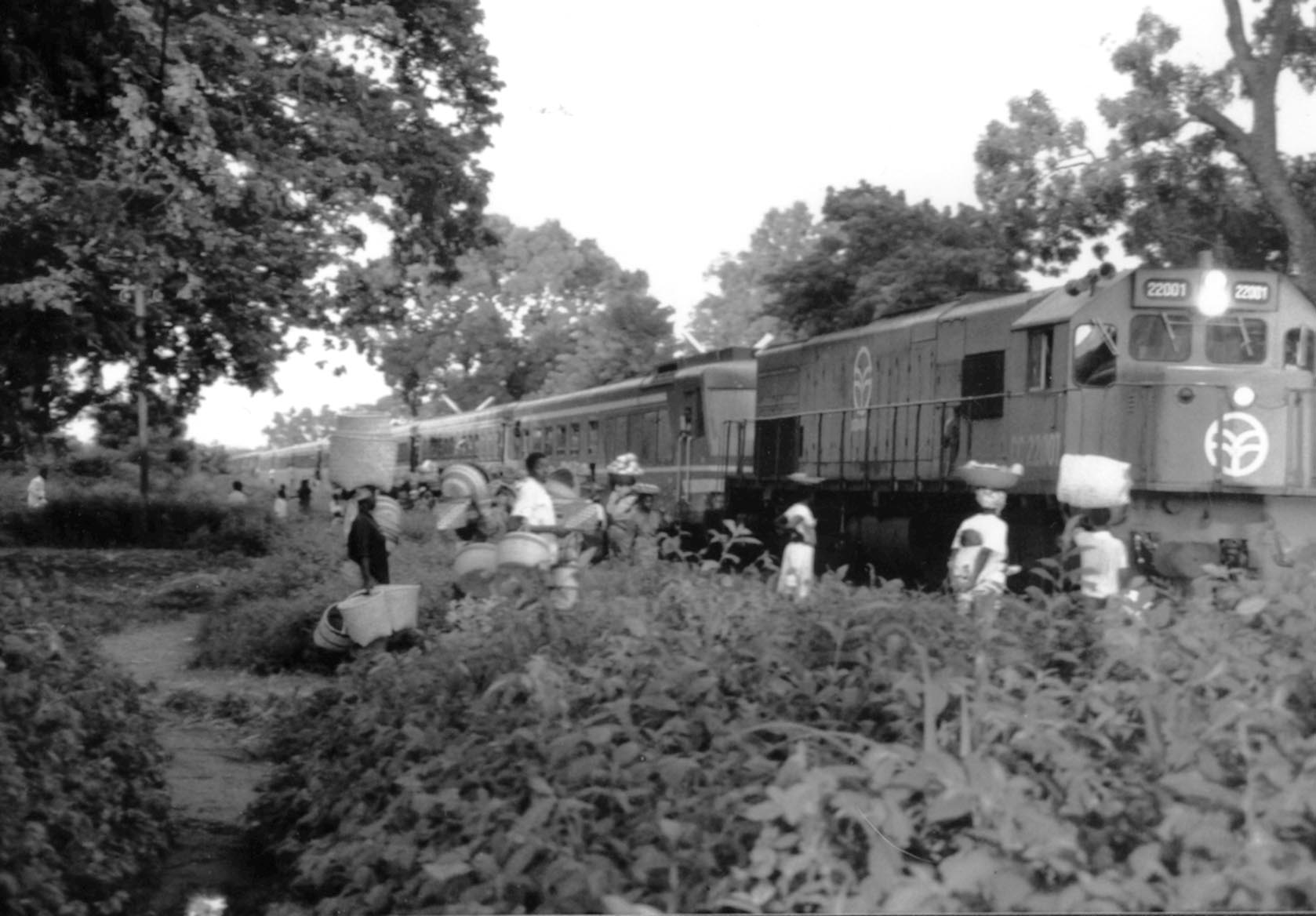
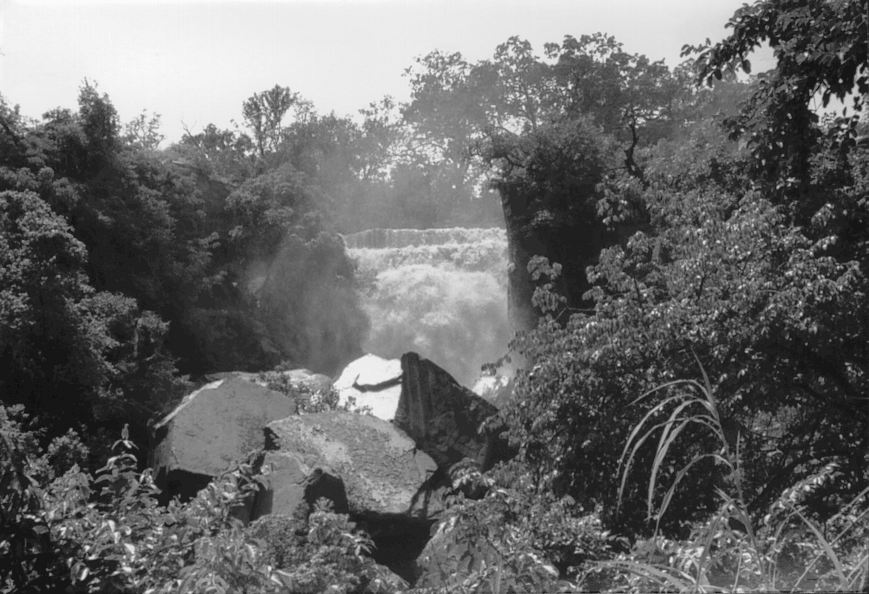
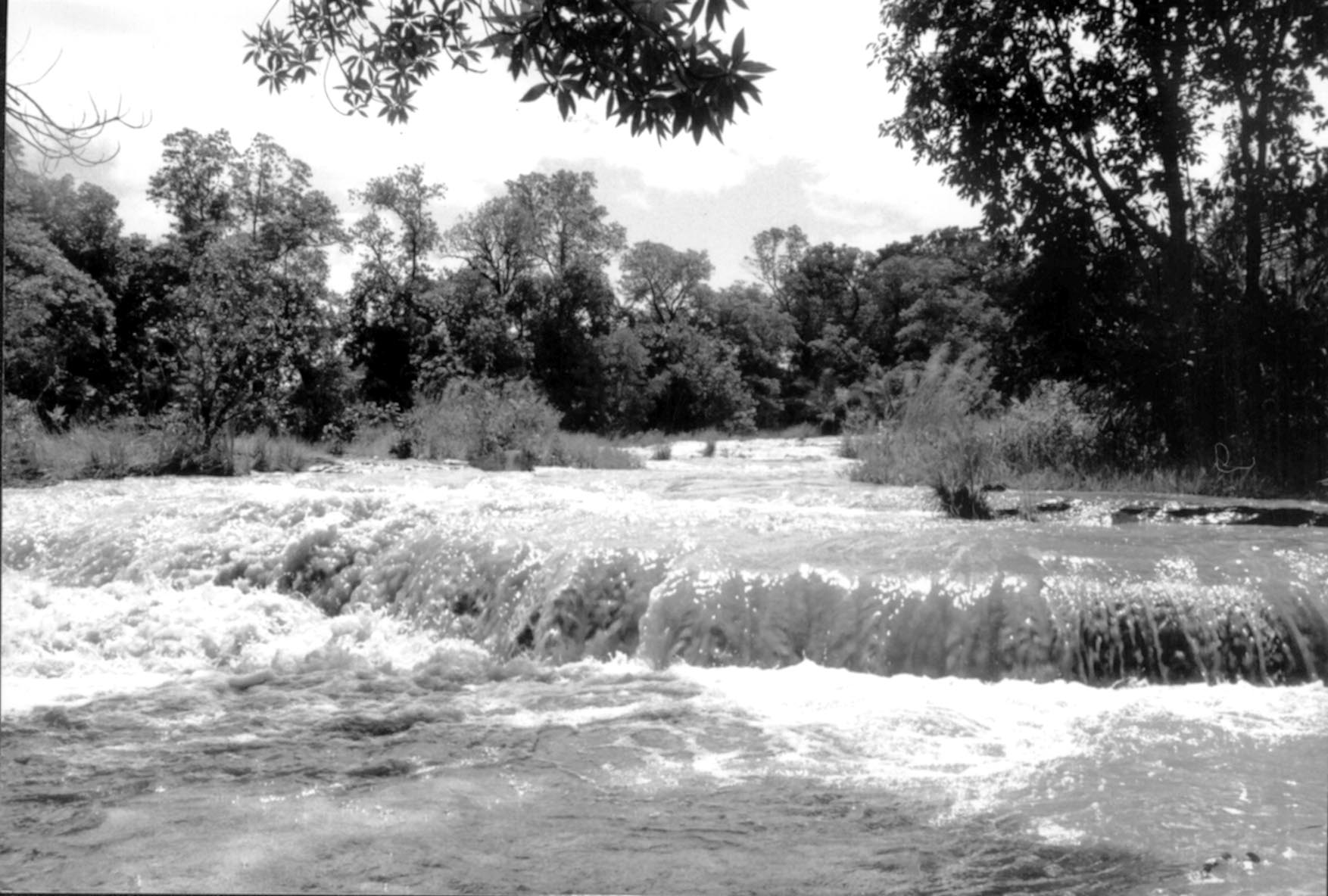

### Sécurité

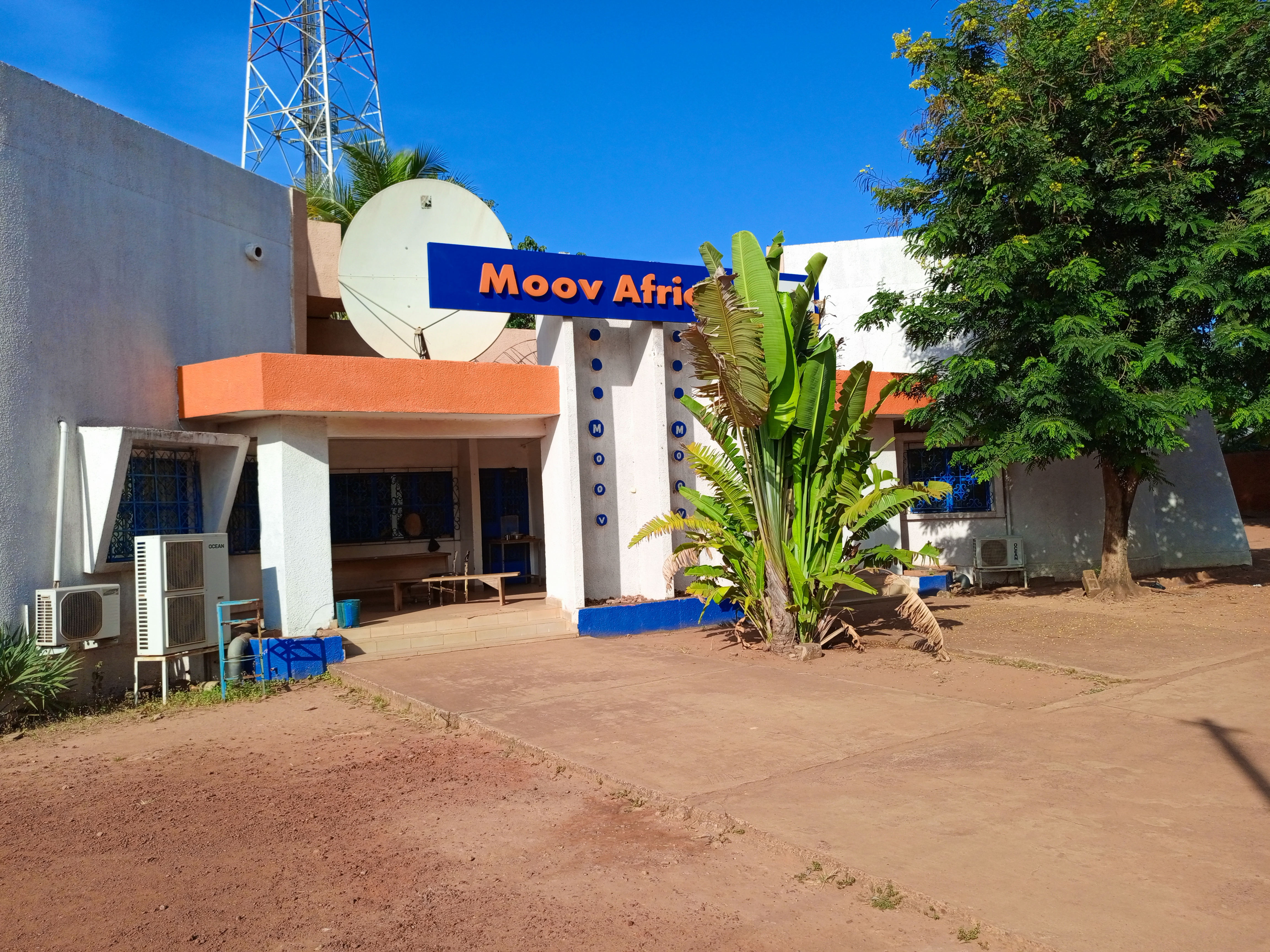
La maison du réseau telmob

La ville contient à la fois des effectifs de police (commissariat central) et de gendarmerie (compagnie de gendarmerie, brigade territoriale, brigade de recherches, brigade de prévention routière), et une compagnie de sapeurs pompiers.
Drame de Nafona : le 12 janvier 2019, deux policiers se rendent dans la commune de Nafona pour interpeller cinq personnes impliquées dans un conflit foncier. La tante d'une d'elle s'interpose. Selon les sources officielles les policiers font un tir de sommation et une balle atteint mortellement la dame. En représailles, la population tuera les deux policiers.

## Lieux de culte
Parmi les lieux de culte, il y a principalement des mosquées musulmanes .  Il y a aussi des églises et des temples chrétiens : Cathédrale Saint-Pierre de Banfora (Église catholique), Association des Églises évangéliques réformées du Burkina Faso (Communion mondiale d'Églises réformées), Alliance Chrétienne, Assemblées de Dieu, Deeper Life Bible Church, Centre international d’évangélisation - Mission intérieure africaine.

## Transports

### Transport routier

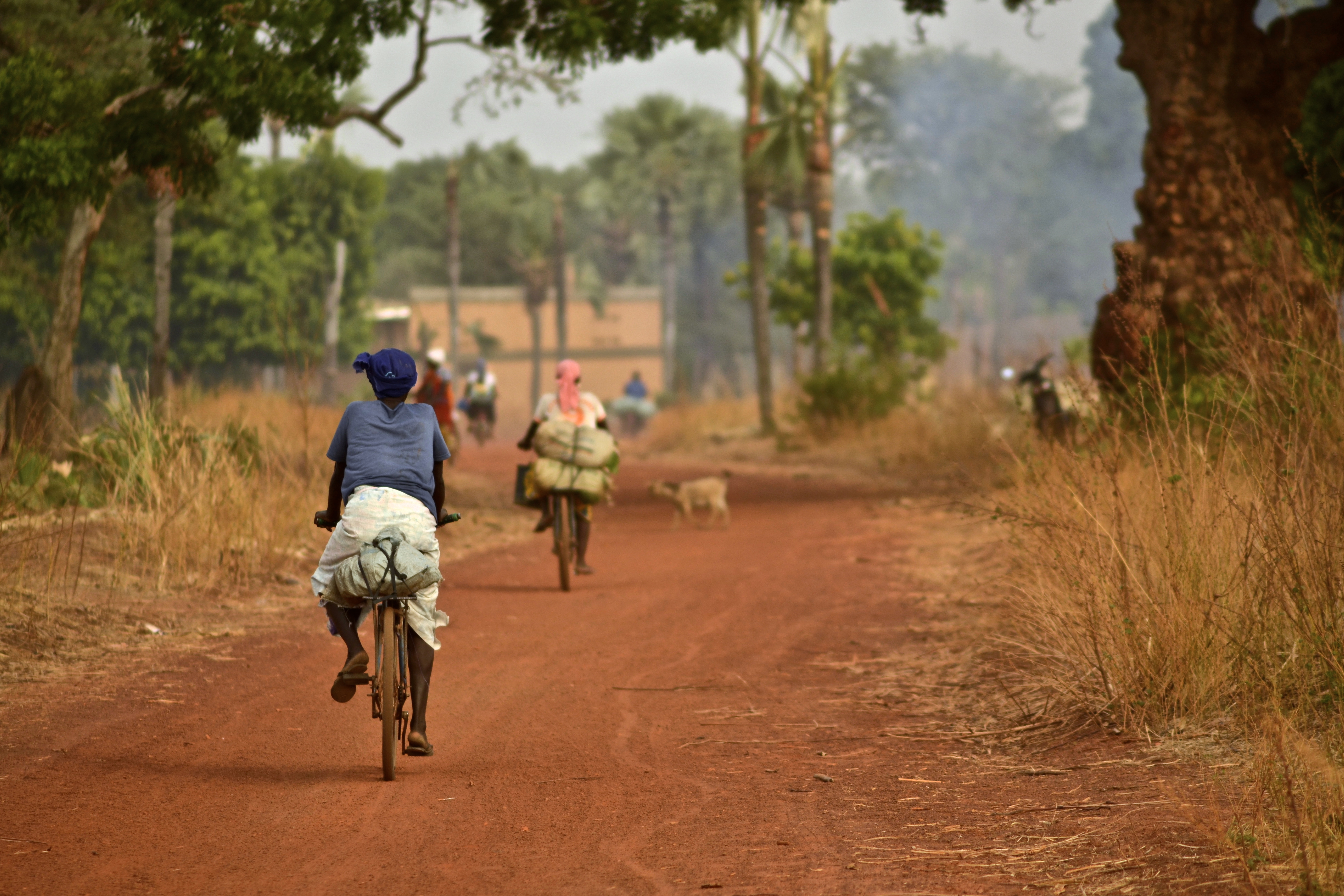
Femmes se rendant au marché à bicyclette.
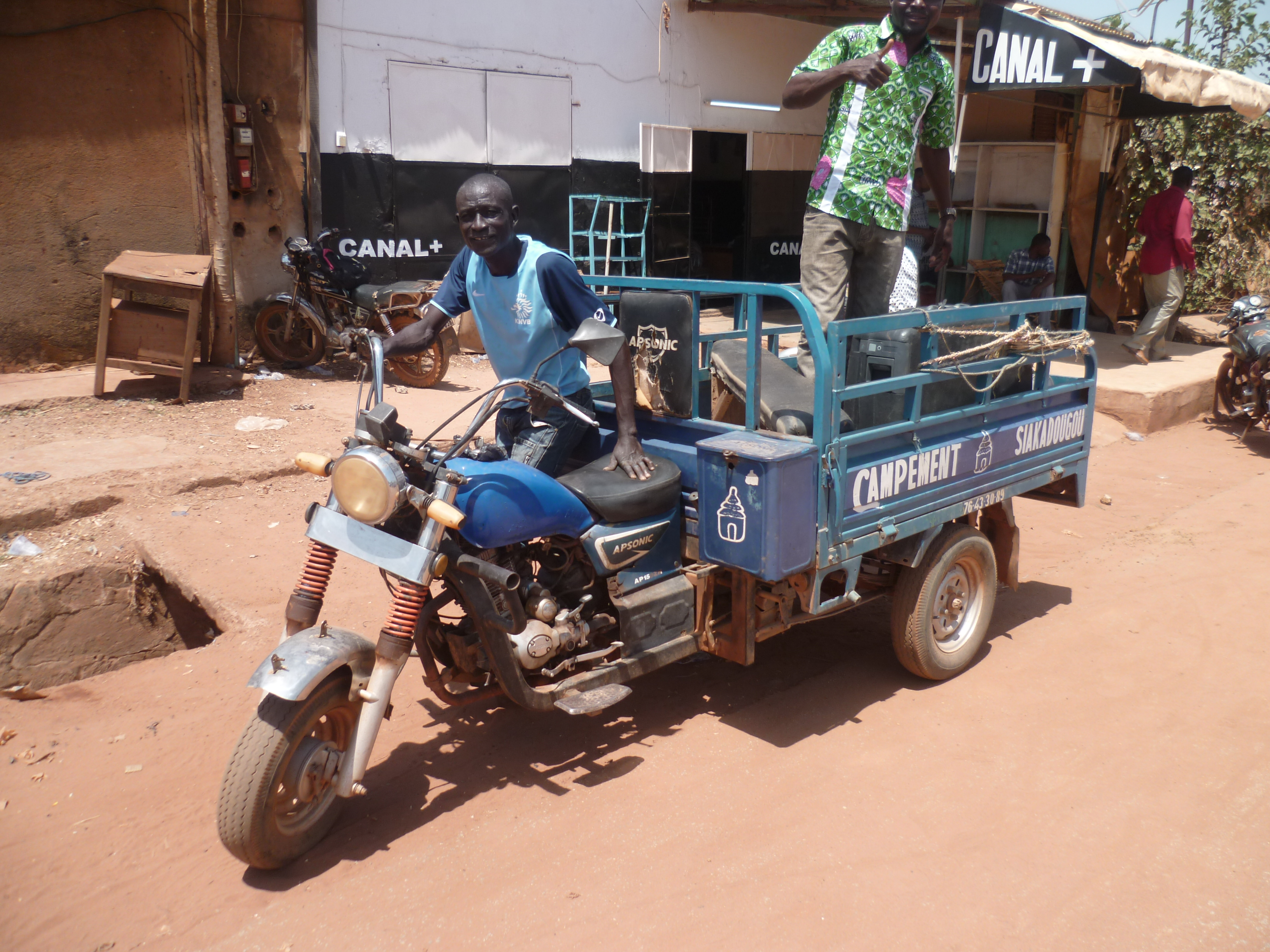
Triporteur.
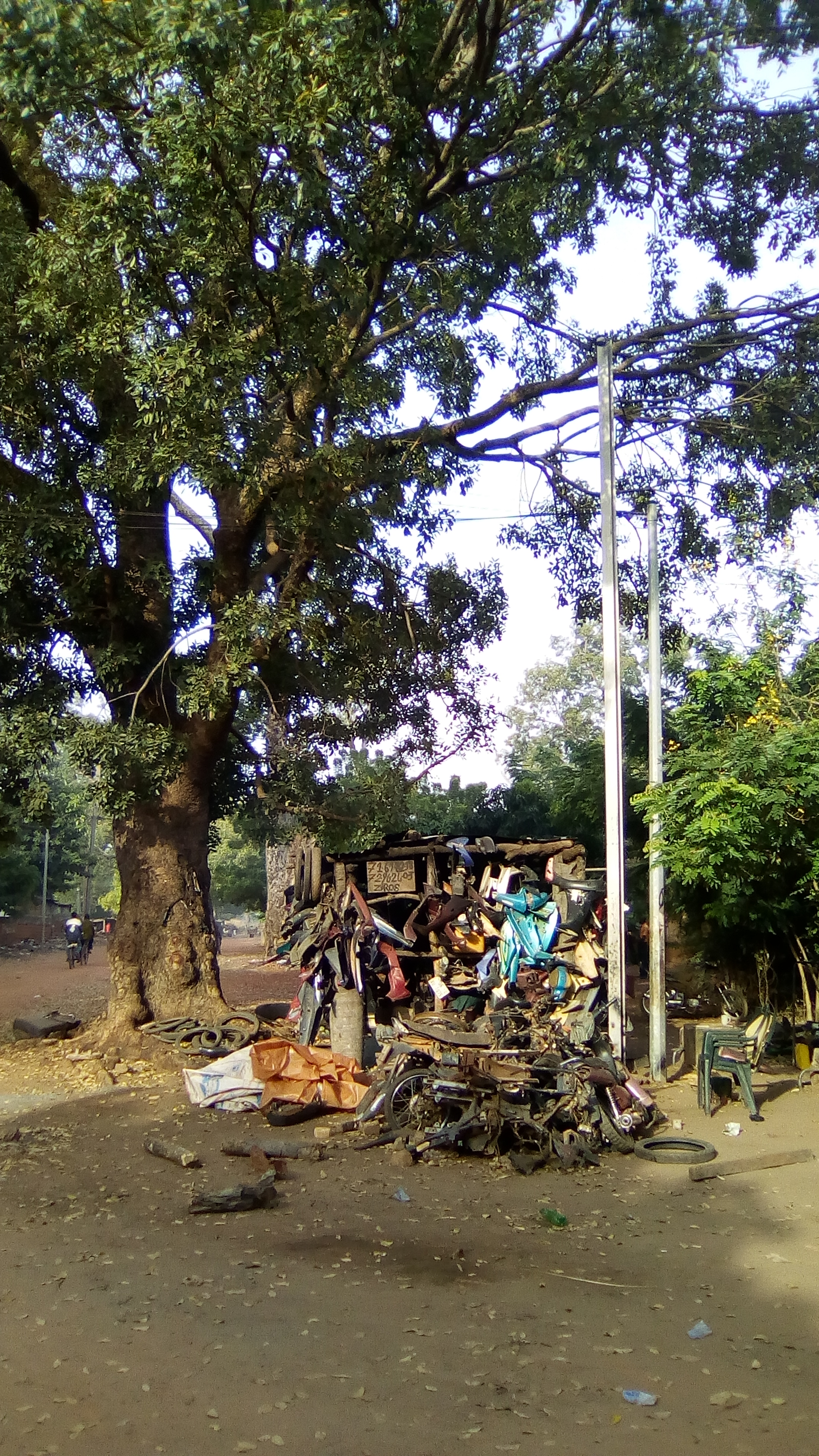
Vente de pièces de rechange.
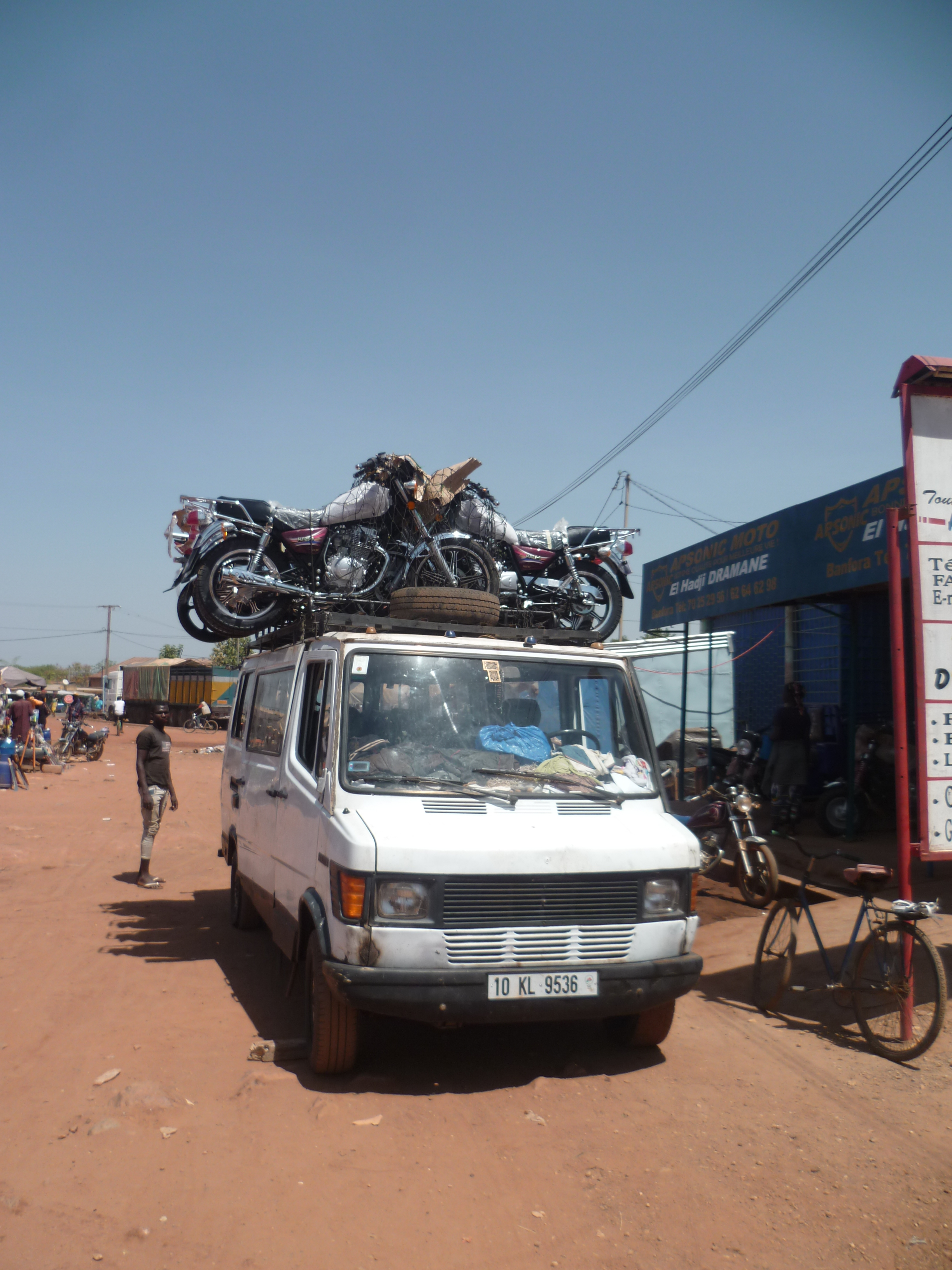
Chargement de deux-roues.

### Transport ferroviaire

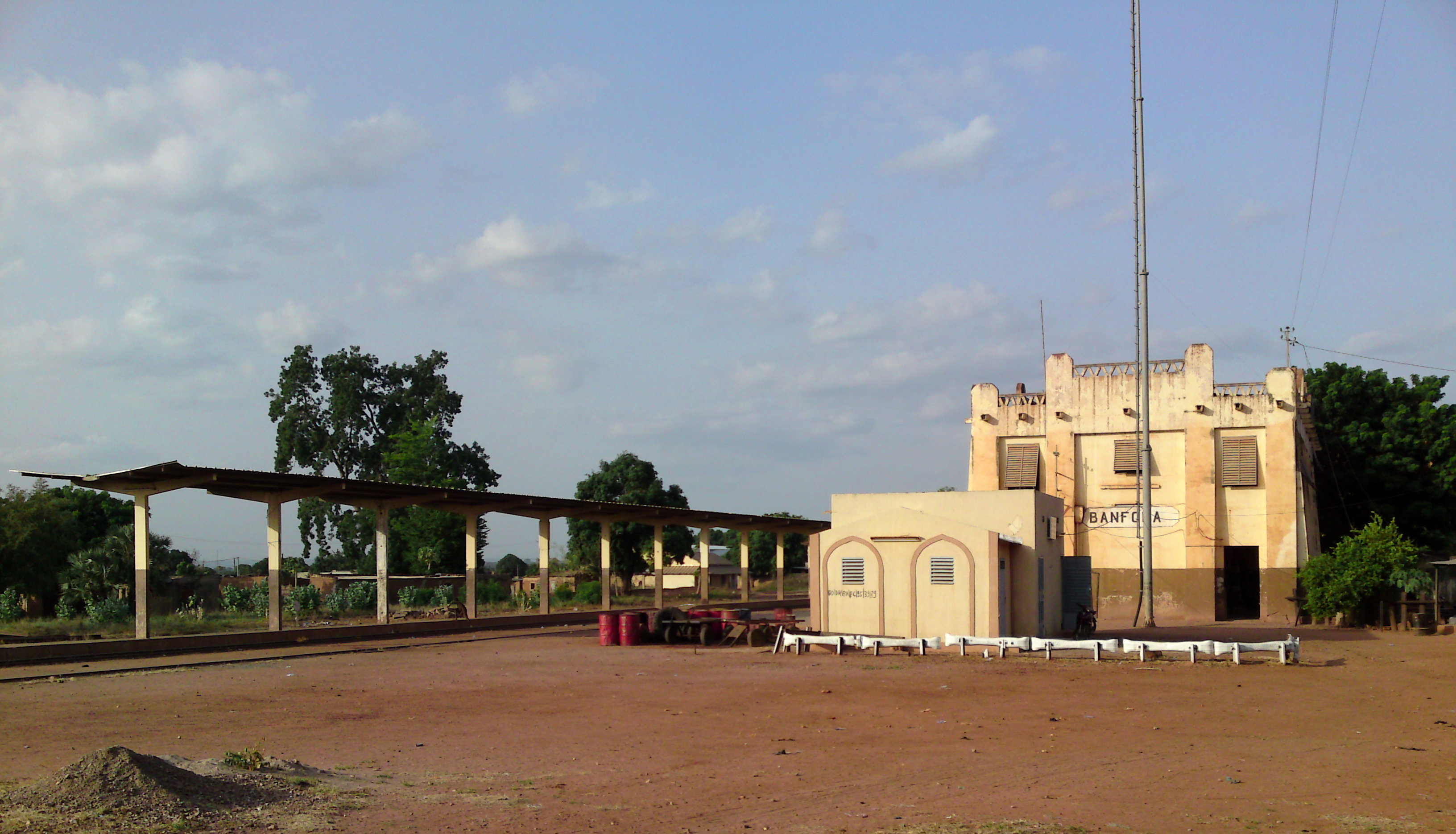
Gare de Banfora

La gare de Banfora située sur la ligne d'Abidjan à Ouagadougou est desservie par des trains Sitarail.

### Transport aérien
Banfora possède un petit aérodrome, dont la longueur utile de la piste est de 1 275 mètres (code AITA : BNR).

## Coopération Nord-Sud
- Jumelage avec Chauvigny (Vienne - France) 1974,
- Jumelage avec Bonnes (Vienne - France) 1994
- Jumelage avec Mauprévoir (Vienne - France) 2000
- Jumelage en cours avec la Communauté de communes de la Haute Saintonge (Charente - Maritime - France)  2008;
- Jumelage-coopération avec la ville de Pessac en 2010;
- Jumelage avec Trino (Piémont - Italie) 1998
- Partenariat avec la ville de Geisenheim (Allemagne),
- Partenariat avec la ville de Konan (Japon),
- Partenariat avec la ville de Rennes à travers l’APAB (Rennes, France)  2008
- Partenariat avec l’Association les Amis de la Comoé (Argenteuil, France) 2008
- Partenariat avec la ville de Belœil (Canada) dans le cadre du PMDE 2011

## Coopération Sud-Sud
- Sikasso (Mali), 2002
- Ouahigouya, (Burkina), 1996
- Pouytenga (Burkina), 1996
- Saaba (Burkina), 2010
- Kaolack (Sénégal), 2010
- Sèmè podji (Bénin), 2010